# Lepanthes chameleon
Lepanthes chameleon är en orkidéart som beskrevs av Oakes Ames. Lepanthes chameleon ingår i släktet Lepanthes och familjen orkidéer.
Artens utbredningsområde är Costa Rica. Inga underarter finns listade i Catalogue of Life.